# Tulpar (mitologia)

Il tulpar raffigurato nello stemma della Mongolia

Il tulpar (in tataro, osseto e baschiro tolpar, in ceceno turpal) è un cavallo alato della mitologia turca originatosi da uno stallone marino, simile a Pegaso. Il termine è presente non solo nelle lingue turche, ma anche negli idiomi delle vicine tribù degli avari, laki, andi, dargua e tabasarani.

## Descrizione
Quando non viene cavalcato da un eroe, il termine assume il significato di "cavallo da guerra" o "corsiero". Similmente a un puledro, il tulpar assume delle sembianze poco attraenti e risulta magro per via del poco foraggio ricevuto. Solo coloro che possiedono una grande vista interiore riescono a distinguere un vero tulpar da un semplice cavallo, apprezzandone le doti speciali. Questo animale solitamente possiede un manto grigio o rosso a seconda del lignaggio del padre.
Il tulpar è presente nel folclore delle popolazioni turche, come ad esempio i filoni epici di Köroğlu e Manas. Secondo le leggende baschire, questo animale è stato creato da Dio (Kuday) per servire gli eroi coraggiosi e nessuno può vedere le sue ali, perché queste vengono spiegate solo al buio e in occasione di lunghi tragitti. La leggenda afferma anche che chiunque veda le ali di un tulpar è destinato a scomparire.

## Riferimenti al tulpar
Il tulpar è raffigurato nello stemma ufficiale della Mongolia e ha dato il nome alla compagnia aerea kazaka Tulpar Air. Un'altra rappresentazione del tulpar è stata rinvenuta sul copricapo dell'"uomo dorato" del sito archeologico del Kurgan di Esik, in Kazakistan.
Un proverbio cumucco recita: "Anche se il tulpar si trova in un altro angolo del mondo, riesce sempre a trovare il suo gregge".